# Köksfranska
Köksfranska är en samling termer, som används på svenska i samband med matlagning och servering av mat. Ursprungstermerna är de som förekommer i det franska språket. Ofta är orden försvenskade, så att man med svenskt uttal av det försvenskade ordet får något som låter som ett någorlunda korrekt uttal av det franska ord som ligger bakom.
Betydelserna kan variera beroende på tolkning.
| Franska                     | Betydelse | Försvenskat                                               | Not |
| --------------------------- | --- | --------------------------------------------------------- | --- |
| aile                        | vinge (delen närmast bröstet) |                                                           | |
| à part                      | vid sidan om |                                                           | |
| à la daube                  | kött eller fisk inkokt i gelé, serveras kall                                                                                         | aladåb                                                    | daube = stuvat kött, av latin dealbare vitmena, bestryka |
| à la minute                 | maten tillagas medan du väntar | på minuten, på beställning                                | |
| agneau                      | lamm |                                                           | Ursprungligen av latinets agnus = lamm. |
| amuse bouche / amuse gueule | aptitretare |                                                           | Används på många restauranger för att spara in tid för köket. Även lite som en överraskning.                                                                                 |
| aromate                     | kryddor |                                                           | |
| à la carte                  | enligt husets (stående) matsedel |                                                           | Anrättas först efter beställning. Innebär alltså relativt lång väntetid före servering. Jämför menu nedan                                                                    |
| apéritif                    | fördryck | apertif                                                   | |
| à point                     | lättstekt |                                                           | |
| au four                     | ugnsstekt |                                                           | |
| au hommard                  | hummer- |                                                           | |
| aux légumes                 | grönsaks- |                                                           | |
| avec                        | med (något tillbehör) |                                                           | Ensamt, och utan notering av tillbehör, avses familjärt likör eller cognac till kaffet efter en måltid                                                                       |
| bain-marie                  | vattenbad |                                                           | |
| barquette                   | bakelse av smördeg eller mördeg |                                                           | |
| barder                      | belägga ett köttstycke med späckskivor                                                                                               | bardera                                                   | Motverkar uttorkning, ofta använt för magert kött, särskilt vildfågel |
| bavaroise                   | hård mousse |                                                           | En pannacotta är en typ av en sådan |
| sauce béarnaise             | smörsås med dragon och körvel | bearnaisesås                                              | |
| béchamel/béchamelle         | vit sås | béchamel                                                  | Används i bl.a. lasagne |
| beurre                      | smör |                                                           | |
| beurre blanc                | smörsås med finhackad schalottenlök                                                                                                  |                                                           | Används bl.a. till fisk |
| beurre fondu                | skirat smör |                                                           | |
| beurre manié                | "knådat smör" - en deg av lika delar smör och mjöl som rörs ut i soppor och såser som toppredning                                    |                                                           | Ej att förväxla med roux som är en bottenredning. |
| beurre noisette             | brynt smör |                                                           | |
| bien cuit                   | välstekt |                                                           | |
| biscuit                     | | biskvi                                                    | |
| blanchir                    | förvälla | blanchera                                                 | |
| boisson frappée             | iskyld dryck |                                                           | |
| bouillon                    | | buljong                                                   | |
| bouquet                     | doft (hos vin), arom | bouquet                                                   | |
| bouquet garni               | kryddbukett bestående av till exempel timjan, lagerblad, persiljekvistar, rosmarin som man binder ihop och låter sjuda med maträtten |                                                           | |
| braiser                     | småkoka | bräsera                                                   | köttet brynes först och får sen småkoka i sin egen sås |
| brioche                     | smörinbakat bröd | brioche                                                   | smör bakas in i degen under jäsningen |
| broche                      | spett |                                                           | |
| brochette                   | litet spett |                                                           | |
| brunir                      | bryna | bryna                                                     | |
| brunoise                    | smått tärnade grönsaker (hackad julienne)                                                                                            |                                                           | |
| buffet                      | förfriskningar | buffé, byffé                                              | Ursprungligen den möbel (skänkskåp) på vilken förfriskningarna dukas fram; även det rum, där förfriskningar serveras.                                                        |
| buffet froid                | smörgåsbord (kalla rätter) | kall buffé                                                | |
| buffet chaud                | smörgåsbord (varma rätter) | varm buffé                                                | |
| café crème                  | kaffe med mjölk (inte grädde) |                                                           | ungefärligt uttal: kafé kremm |
| café au lait                | kaffe med mjölk |                                                           | ungefärligt uttal: kafé å lä |
| café noir                   | kaffe utan vare sig grädde eller mjölk                                                                                               | svart kaffe                                               | |
| canard                      | anka |                                                           | |
| carte du jour               | dagens matsedel |                                                           | |
| cassolette                  | fransk böngryta |                                                           | |
| champignon                  | svamp av vilken sort som helst | champinjon                                                | På svenska inskränkt betydelse av en speciell svampart |
| châteaubriand               | Tjock skiva från mittdelen av en oxfilé                                                                                              | chateaubriand                                             | Annan fransk stavning châteaubriant förekommer också. Se även François-René de Chateaubriand.                                                                                |
| chèvre                      | get | chèvre                                                    | Chèvreost (fromage de chèvre). |
| choucroute                  | surkål |                                                           | uttalas ungefär: "sjokrot" |
| cidre                       | cider | cider                                                     | Jäst alkoholhaltig äppledryck (utan tillsats av socker) från Bretagne eller Normandie. Dricks ofta till 'Galette'.                                                           |
| ciseler                     | förse ett köttstycke med grunda skåror                                                                                               | ciselera                                                  | Motverkar sönderfall vid kokning |
| civet                       | ragu på hare eller rådjur |                                                           | |
| cœur de filet               | filéhjärta |                                                           | Oxfiléns tjockaste och bästa del. |
| cognac                      | | konjak                                                    | |
| concassé                    | grovt hackat tomatkött |                                                           | |
| confit                      | inkokt i sitt eget fett | konfit                                                    | |
| consommé                    | klar buljong | konsommé                                                  | Jämför potage och soupe |
| coulis                      | rinnande |                                                           | En tunn sås på bär eller frukt. |
| coupe                       | glasskopa | kupa                                                      | |
| couvert                     | porslin, glas och bestick för en matgäst                                                                                             | kuvert, kuvär                                             | En sorts avgift per person för porslin, bordduk, etc. som läggs till notan på restaurang.                                                                                    |
| crème                       | grädde | kräm                                                      | (men se även café crème) |
| crème brûlée                | bränd kräm |                                                           | Satt äggkräm med vaniljsmak med tunt karamelliserat lager av socker på ytan.                                                                                                 |
| crème fraîche               | färsk grädde |                                                           | Kokbar grädde som syrats lätt. |
| crêpes                      | tunnpannkaka hoprullad med fyllning av något slag                                                                                    |                                                           | Crêpes Suzette |
| croissant                   | egentligen nymåne, en sorts bröd |                                                           | Wienerbrödliknande giffel |
| côte de porc                | revbensspjäll |                                                           | |
| croûton                     | rostad brödtärning | krutong                                                   | |
| déjeuner                    | lunch |                                                           | jämför med petit déjeuner |
| déglacer                    | deglacera, att koka ur en panna el. gryta.                                                                                           | deglacera                                                 | Substantivet är déglaçage. |
| dessert                     | efterrätt |                                                           | Uttalas "dessär" |
| demi-glace                  | sås eller reducerad buljong | demiglass                                                 | |
| digestif                    | för matsmältningen |                                                           | Avser spritdryck efter den egentliga måltiden, "avec" |
| dîner                       | "dagens rätt", middagsmål | diné                                                      | Jämför repas |
| doux, douce                 | söt |                                                           | |
| eau potable                 | dricksvatten, "kranvatten" |                                                           | Egentligen drickbart vatten |
| eau de vie                  | "livsvatten"; enklare brandy |                                                           | Den latinska motsvarigheten Aqua vitæ blir försvenskat akvavit vilket inte är cognac, utan brännvin                                                                          |
| entrecôte                   | "mellan sidorna" |                                                           | Uttal "antrekått", med tydligt t på slutet |
| escalope panée              | wienerschnitzel |                                                           | |
| escargots                   | sniglar |                                                           | |
| farce de poisson            | fiskfärs |                                                           | |
| filet de boeuf              | | oxfilé                                                    | Filén ligger på slaktkroppens ländrygg och har hög kvalitet |
| foie gras                   | lever från gås |                                                           | |
| foie gras de canard         | lever från anka |                                                           | |
| fond                        | stambuljong, såsgrund, fond |                                                           | |
| fondue                      | (ost)fondue |                                                           | säger man bara fondue menar man i första hand ostfondue |
| fondue savoyarde            | ostfondue |                                                           | de lärda tvistar om ursprunget är franskt (Savoyen) eller schweiziskt, men att fonduen kommer från Alperna är man överens om                                                 |
| fondue bourguignonne        | köttfondue | burgunderfondue                                           | namnet syftar på nötköttrasen Charolais från Bourgogne |
| fourchette                  | gaffel |                                                           | |
| fricassée                   | stuvning på höns, kalv eller lamm | frikassé                                                  | |
| fromage                     | ost |                                                           | |
| galette                     | saltad bovete-pannkaka, specialitet från Bretagne och Normandie                                                                      | galett                                                    | |
| gâteau                      | bakelse, alternativt tårta |                                                           | |
| gâteau danois               | wienerbröd |                                                           | |
| gaufre, gaufrette           | våffla |                                                           | |
| génoise                     | 'från Genua' |                                                           | en typ av sockerkaka |
| gratin                      | | gratäng                                                   | |
| gruyère                     | schweizerost | gruyère                                                   | |
| huître                      | ostron |                                                           | |
| julienne                    | strimlade grönsaker |                                                           | |
| jus                         | saft eller spad | sky                                                       | |
| jus de fruit                | (frukt)saft |                                                           | |
| jus d'orange                | pressad apelsinsaft (must) | apelsinjuice                                              | |
| larder                      | att medelst en späcknål "sy" strimlor av späck genom ett köttstycke                                                                  | Försvenskat franskt ord används ej, svensk term är späcka | |
| mariner                     | låta kött eller fisk dra i ett bad med kryddor före vidare anrättning (Marin = havs-)                                                | marinera                                                  | |
| mayonnaise                  | | majonnäs                                                  | |
| menu                        | matsedel | meny                                                      | En sammansatt måltid bestående av flera rätter från dagens matsedel. Tillagningen förberedd i köket, varför servering till skillnad från à la carte kan ske relativt snabbt. |
| mie de pain                 | ströbröd, brödsmulor |                                                           | |
| mirepoix                    | finhackad blandning av lök, morot och rotselleri/selleri                                                                             |                                                           | Används som bas för fond, soppor och såser |
| moutarde                    | senap |                                                           | Den speciella franska senapen, moutarde (de) Dijon, är skarp i smaken och inte mjuk som traditionell svensk (söt) senap                                                      |
| oeuf poché                  | förlorat ägg | Pocherat ägg                                              | Ägg knäcks ner i ett sjudande vatten med tillsatt vinäger. Tips: Knäck i en kopp först för att få äggvitan att sluta sig bättre.                                             |
| pain blanc grillé           | rostat bröd |                                                           | |
| paner                       | rulla i uppvispat ägg och/eller beströ med brödsmulor före stekning                                                                  | panera, dubbelpanera                                      | |
| paupiette                   | rulad på kött eller fisk |                                                           | |
| paupiette de veau           | kalvrulad |                                                           | |
| petit déjeuner              | frukost |                                                           | jämför med déjeuner |
| plat du jour                | dagens rätt |                                                           | |
| pocher                      | koka lätt i sjudande vatten | pochera                                                   | |
| poisson                     | fisk |                                                           | |
| poivre                      | peppar |                                                           | |
| pomme                       | äpple |                                                           | |
| pomme de terre              | potatis (bokstavligen: 'jordäpple')                                                                                                  |                                                           | därigenom alla ord med "pomme" framför. |
| pommes frites               | flottyrstekt (friterad) strimlad potatis                                                                                             | pommes frites, pommes                                     | |
| pot-au-feu                  | en sort köttgryta (bokstavligen: 'gryta på eld')                                                                                     |                                                           | en typ av köttgryta |
| potage                      | redd soppa |                                                           | Jämför consommé |
| quenelle                    | fiskbulle | knäll                                                     | man ser även dessa på restauranger i form av till exempel glass. Liknar ett litet format ägg.                                                                                |
| ragoût                      | stuvning på kött eller fågel | ragu                                                      | |
| ragoût de mouton irlandais  | får i kål |                                                           | |
| rémoulade                   | kryddsås | remoulad, remulad                                         | |
| repas                       | "måltid" (frukost, lunch, kvällsmat, etc...)                                                                                         |                                                           | Jämför diner |
| repas du soir               | middagsmåltid |                                                           | Jämför souper |
| restaurant                  | matställe med uppassning | restaurang                                                | |
| riz                         | ris | ris                                                       | uttalas 'ri' |
| ris                         | bräss |                                                           | ett organ på ungdjur, uttalas 'ri' |
| roulade                     | | rulad                                                     | |
| rôti                        | ugnsstekt | rostad                                                    | |
| rôti de veau                | kalvstek |                                                           | |
| roux                        | bottenredning av fräst mjöl |                                                           | |
| saignant                    | blodigt, d.v.s. mycket lätt stekt |                                                           | |
| sauce                       | sås | sås                                                       | |
| sauté                       | "kastad" (i pannan) | sautera                                                   | steka snabbt med lite fett i hög värme. |
| sel                         | salt |                                                           | |
| sommelier                   | vinkypare | sommelier                                                 | |
| soupe                       | redd soppa | soppa                                                     | Jämför consommé |
| soupe aux orties            | nässelsoppa |                                                           | |
| souper                      | middagsmåltid | supé                                                      | I Sverige innebär supé speciellt en sen kvällsmåltid |
| sous vide                   | under vakuum | sousvidda                                                 | Tillaga råvara i vakuum vid tempererat vattenbad |
| steak tatare                | råbiff |                                                           | |
| table d'hôtel               | smörgåsbord |                                                           | |
| terrin                      | kall "paté" | terrin                                                    | Tillagas av kött el fisk/skaldjur i en form (terrin) |
| tournedos                   | tjock skiva oxfilé | tornedå                                                   | |
| veau                        | kalv |                                                           | |
| vin, vins                   | vin, viner | vin                                                       | |
| volaille                    | fågel |                                                           | |
| vol-au-vent                 | pastej i smördegskopp | volauvent                                                 | Ordagrant fladder för vinden |

## Några speciella maträtter och drycker
- Café de Paris
- Coupe Belle Hélène - "Vackra Helena", (vanilj)glass med inkokt päron, dekorerat med chokladsås
- Schweden Akvavit innebär i Tyskland okryddat brännvin, som drickes som likör till kaffet efter en måltid